# 查拉區
查拉區（西班牙語：Distrito de Chala），是秘魯的一個區，位於該國南部阿雷基帕大區的卡拉韋利省，始建於1857年1月2日，面積378.38平方公里，海拔高度18米，2005年人口3,864，人口密度每平方公里10人。